# سين إقيشام
سين إقيشام هو ملك أموري لسلالة لارسا حكم من سنة 1776 ق م حتى سنة 1771 ق م، خلف الحكم من أبيه سين إيريبام وخلفه في الحكم إبنه سيلي أداد، عاصر حكم الملك زامبيا ملك إيسن. خاض عدة حروب ضد كازالو و عيلام وتمكن من هزيمتهم.